# Incaspis
Incaspis — рід змій родини полозових (Colubridae). Представники цього роду мешкають в Південній Америці.

## Види
Рід Incaspis нараховує 3 видів:
- Incaspis amaru (Zaher et al., 2014)
- Incaspis simonsii (Boulenger, 1900)
- Incaspis tachymenoides (Schmidt & Walker, 1943)

## Етимологія
Рід Incaspiza отримав назву на честь народу інків, з додаванням слова дав.-гр. ασπις — змія.